# 인도-콩고 공화국 관계
인도-콩고 공화국 관계는 인도와 콩고 공화국 사이에 존재하는 국제관계를 말한다. 콩고는 뉴델리에 대사관을 두고 있다. 콩고 민주 공화국 킨샤사의 인도 대사관은 콩고 공화국과 동시에 인정을 받고 있다. 인도도 브라자빌에 총영사관을 두고 있다.

## 역사
인도와 콩고 공화국은 2010년 3월 17일 외교부 협의에 관한 의정서에 서명했고 2011년 1월 21일 브라자빌에서 1차 회담을 개최했다. 양국 간에는 고위급 순방이 여러 차례 있었다.
인도와 ROC는 2016년 11월 15일 나렌드라 모디 총리가 제안한 국제태양광동맹에 최초로 가입한 19개국 중 하나이다.

## 무역
인도는 2015년에 콩고 공화국에의 제3위의 수입국이 되었다. 인도와 콩고 공화국과의 사이의 2015-16년의 무역 총액은 3억6828만달러로, 전년도의 6억1841만달러에서 감소했다. 인도는 ROC에 1억6,664만달러 상당의 재화를 수출했고 2015~16년 2억1,164만달러 상당의 재화를 수입했다. ROC는 2008년 인도로의 아프리카 4위 수출국이었다. 인도가 ROC에 수출하는 품목은 비기지미, 차, 증류주, 동력직물기, 의약품, 식육제품, 철강, 자전거 등이다. 인도가 ROC로부터 수입하는 주요 품목은 금속광석, 금속스크랩, 유기화학품, 진주, 반귀석, 유량종자, 석유이다. 
2010년 6월, BhartiAirtel은 ROC를 포함한 아프리카 15개국에 있어서의 Zain의 모바일 사업을 89.7억 달러에 매수하는 계약을 체결했다. 이것은, 2007년의 Tata Steel에 의한 130억 미 달러에 뒤잇는 인도에서의 해외 매수이다. BhartiAirtel는 2010년 6월 8일에 매수를 완료했다. 2013년 11월 5일, 에어텔은 왈리드 그룹의 ROC 자회사인 왈리드 콩고사를 7,000만~8,000만 달러에 매수하는 것에 합의했다. 이번 인수로 에어텔은 콩고 최대 이동통신 사업자가 됐고 260만 명의 고객을 확보했다. 아소크 리란드는 200대의 버스를 ROC 정부에 공급하는 계약을 획득하였다.
ROC는 2014년 3월에 뉴델리에서 개최된 제10회 CII-EXIM 뱅크 콘클라베에서 인도와 아프리카의 프로젝트 파트너십에 관한 '초점국'이 되었다. 이시도어 음브바 ROC 산업부 장관이 이 행사에 참석해 대표단에 연설했다. 장관에 따르면 인도 정부와 산업계는 이미 농촌전화, 도시교통, 식품품질관리 프로젝트, 콩고 시멘트와 의약품 등의 분야에 참여하고 있다. 그는 인도 기업에 대해 콩고 공화국 정부와 협력해 다른 분야의 비교 우위를 경쟁력으로 전환하고 2025년까지 나라가 신흥 경제국이 되도록 지원할 것을 촉구했다.

## 대외 원조
콩고 정부는 2011년 12월 19일 농촌 전화 프로젝트에 자금을 제공하기 위해 7000만달러 상당의 신용공여범위(LOC) 협정에 서명했다. 인도는 2014년에 8,990만달러의 투자를 실시해, 브라자빌과 포인트 누아르의 교통 시스템을 개발했다. 인도는 같은 해 그린필드 600tpd 로터리키른 시멘트 공장 건설을 위해 추가로 5500만달러 상당의 LOC를 확장했다.
인도는 2010년 20만달러 상당의 의약품을 콩고에, 2012년 3월 4일 콩고 무기고에서 발생한 폭발 희생자에 대한 인도적 지원 및 재해지원금 50만달러 상당을 기부했다. 인도는 판아프리카 전자네트워크 프로젝트를 콩고에서 실시했다. 원격교육, 원격의료, VVIP접속노드는 이 프로젝트 아래 브라더빌에 설립되었다. 제2회 인도-아프리카 포럼 정상회의에서 인도는 Rural Technology Park(RTP), Food Testing Laboratory(Ftl), Agricultural Seed Production-겸 Demonstration Centre(ASPD) 및 CEgrang을 제안하고 CEed Production-겸 Demonstration Centration Centre(ASP)를 제안하였다. 콩고 정부는 농촌 기술 공원을 제외한 모든 시설에 대해 관심을 보였다.
콩고 시민들은 인도 기술경제 협력계획 및 인도문화관계평의회에 의거한 장학금을 받을 자격이 있다. 콩고 직원 몇 명도 AIFS 밑에서 연수를 받고 있다.

## 콩고의 인도인
2016년 12월 현재 약 300명의 인도인들이 콩고 공화국에 거주하고 있다. 그들은 주로 무역 및 서비스 부문에 종사한다.